# 社会変動予測能力試験
社会変動予測能力試験（しゃかいへんどうよそくのうりょくしけん）とは、一般財団法人社会変動予測研究機構が主催する検定試験。正式名称は「社会変動予測能力試験Pecfis認定」。通称はペクフィス認定。

## 概要
社会変動予測能力試験Pecfis認定は、試験をとおして社会動向を予測する力（先見性）を判定し合格者に認定資格を与えるもので、将来の見通しについて高い見識を有する人物の発掘や育成を目的として実施されている。
試験は、社会動向を捉えるもの（GDP、CPI、雇用、政策金利、為替、原油価格、金相場、株価指数など）の推移を予測する内容となっており、データサイエンスの学問領域であるが、AIでも突破することが困難な検定のひとつといわれる。以前は基本問題に加えて社会変化を予測した論文の提出が必要であったが、後に統一され、基本問題のみの形式となった。解答にあたり、時間や電子機器類使用の制限はなく、情報収集、データ解析、分析ツール、AIの活用など持てる力を最大限発揮して、いかに近い値を予測できるかが試験の焦点となっている。評価は1年を通して行われ、予測内容と実際の値との整合性により採点される。現在は一般公募を終了。

## 認定級
合計400点（満点）中、7割の得点で二級、8割以上に達した場合は一級の認定となる。合格者には徽章が授与される。。
| 等級     | 得点        |
| -------- | ----------- |
| 一級認定 | 320点以上   |
| 二級認定 | 280 - 319点 |

## 出題範囲
| 基本問題 |
| 社会動向を捉える幾つかの指標、相場などに関する今後の変化を推測して問題用紙に記入。出題内容は、公正を保つため基本的に変わることはない。 |
| 論文 |
| 自身が注目する事柄が一年後どのように進展しているかについて、社会への影響を踏まえた論文を作成。試験の一本化に伴い現在は廃止。           |

## 実施要項
詳細は公式ウェブサイト参照
| 出題・回答形式                                                               |
| 問題用紙への解答。                                                           |
| 試験時間                                                                     |
| 無制限。（公式ウェブサイトから問題用紙を印刷し、解答を加えて事務局へ郵送）   |
| 合格基準                                                                     |
| 試験の得点によって判定。7割の得点で二級、8割以上に達すると一級の認定となる。 |
| 受験資格                                                                     |
| 学歴、年齢、性別、国籍、その他の制限なし。                                   |
| 合格率                                                                       |
| 非公開。合格率の調整はなく、必要点数に達した場合は一律に合格。               |